# Beauty's Worth
Beauty's Worth è un film muto del 1922 diretto da Robert G. Vignola. Prodotto dalla Cosmopolitan Productions di William Randolph Hearst, aveva come protagonista Marion Davies.
La sceneggiatura di Luther Reed si basa sull'omonimo racconto di Sophie Kerr che era stato pubblicato sul Saturday Evening Post il 14 febbraio 1920.

## Trama
Cresciuta da Elizabeth e Cynthia Whitney, le sue due zie quacchere, Prudence Cole è una ragazza morigerata e di semplici costumi, felice della vita modesta e tranquilla che conduce finché Henry Garrison e sua madre, loro ex vicini di casa, visitano la famiglia. Henry, fidanzatino d'infanzia di Prudence, sembra farle ancora la corte ma, segretamente, giudica dall'alto in basso i suoi modi quaccheri, soprattutto il suo semplice abito grigio e la cuffietta che porta. La signora Garrison invita la ragazza in una località balneare alla moda dove Henry snobba Prudence per Amy Tillson, una giovane della buona società che, ai suoi occhi, ha il merito di essere elegante e raffinata. I ragazzi del posto, per divertirsi, nominano Prudence per prendere parte a una farsa organizzata in albergo dall'artista Cheyne Rovein. Questi, a vedere Prudence, ne rimane conquistato, riconoscendone la bellezza anche sotto gli abiti austeri. Con grande stupore di tutti, la sceglie come protagonista dei tre quadri di cui si compone lo spettacolo: Colombina, una bambola francese che prende vita e una dea indù. Le sue straordinarie apparizioni guadagnano riconoscimenti tra la società locale e Henry dimostra di nuovo il suo interesse per Prudence. Lei, però, gli preferisce Rovein.

## Produzione
Il film fu prodotto dalla Cosmopolitan Productions. La parte iniziale delle riprese venne girata in esterni in California.

### Scenografia
Le scenografie, curate da Joseph Urban, mostravano dei set elaborati in almeno tre scene: il "giardino gemmato" dove Marion Davies danza nella scena dedicata all'amore di Colombina e Arlecchino; l'interno di un negozio di giocattoli, dove è una bambola francese che prende vita sotto l'albero di Natale; un tempio indiano dove la protagonista si presenta nelle vesti di un idolo. Per quest'ultima scena, Urban copiò gli interni di un vero tempio indiano, quello di Pattan che, all'epoca, era in mostra al Metropolitan Museum of Art di New York.

## Distribuzione
Il copyright del film, richiesto dalla Cosmopolitan Productions, fu registrato il 5 aprile 1922 con il numero LP17726.
Distribuito dalla Paramount Pictures, il film uscì nelle sale cinematografiche statunitensi il 14 maggio 1922 dopo essere stato presentato a New York il 18 marzo 1922.

### Conservazione
Copia completa della pellicola si trova conservata negli archivi della Library of Congress di Washington.

## Nella cultura di massa
L'11 agosto 2018, nell'ambito di un progetto di recupero dell'attività di Robert G. Vignola, il film è stato proiettato presso piazza Plebiscito a Trivigno, paese natale del regista in Basilicata, con la collaborazione della Cineteca del Friuli e delle Giornate del Cinema Muto di Pordenone. Il film è stato musicato dal vivo dalla Zerorchestra di Pordenone e il maestro Stephen Horne, uno dei più noti accompagnatori di cinema muto a livello internazionale. La pellicola è stata presentata in seguito a Matera e in diversi cinema del Friuli-Venezia Giulia, tra cui quelli di Pordenone, Udine, Sacile e Spilimbergo.